# Capilla Portuguesa de Albreda
La Capilla Portuguesa de Albreda o simplemente Capilla de Albreda o Capilla Portuguesa de San Domingo (en inglés: Portuguese Chapel, Portuguese chapel of San Domingo) es el nombre que recibe una capilla católica construida por los exploradores portugueses en el siglo XV en el área de Albreda que ahora constituye una parte del país africano de Gambia. Actualmente se encuentra en ruinas y fue estabilizada para su protección en el año 2000.
Es uno de los edificios más antiguos en el oeste de África fue declarado patrimonio de la Humanidad por la Unesco. junto con otros seis lugares como la isla James (James Island and Related Sites ) a partir del año 2003. Antes en 1995 los restos estaban bajo la protección bajo el estatus monumentos nacionales. El espacio bajo protección de la capilla portuguesa en Albreda como patrimonio de la humanidad tiene una superficie de 0,006 hectáreas.
Los restos de la capilla (llamada a veces una iglesia) están a unos 100 metros al oeste del asentamiento de Albreda, una antigua posesión francesa. Un poco más del 50 por ciento de las paredes aún están presentes. La pared del fondo se encuentra todavía en su totalidad. En su parte más alta se puede ver una cruz de metal.